# اوگو آنزیل
اوگو آنزیل (فرانسوی: Ugo Anzile‎; ۲ فوریهٔ ۱۹۳۱ – ۲۵ آوریل ۲۰۱۰) دوچرخه‌سوار اهل فرانسه بود.